# 1L267 Moskwa-1
1L267 Moskwa-1 (ros. 1Л267 «Москва-1») – rosyjski system walki elektronicznej będący na wyposażeniu Sił Zbrojnych Federacji Rosyjskiej.

## Historia
Rosyjskie Ministerstwo Obrony 21 kwietnia 1994 r. zawarło z Wszechrosyjskim Naukowo-Badawczym Instytutem „Gradient” umowę na opracowanie systemu walki elektronicznej, jego wprowadzenie do użytku planowano na 1998 r. Umowa została zaktualizowana w 2001 r., kiedy to zlecono opracowanie dodatkowego modułu 1L265. W 2008 r. do systemu został dodany kolejny moduł wyposażenia oznaczony jako 1L266. W 2009 r. sfinansowano dokończenie prac projektowych i konstrukcyjnych. Próby państwowe nowego wyposażenia zostały zakończone we wrześniu 2012 r. Prace badawczo-rozwojowe systemu Moskwa-1 zostały oficjalnie zakończone 7 marca 2013 r. i został przyjęty na wyposażenie jednostek Sił Zbrojnych Federacji Rosyjskiej. Nowy system zastąpił dotychczas użytkowany system AKUP-1 pochodzący z czasów sowieckich oraz system 1Ł222 Awtobaza.
Produkcja została podjęta przez Zrzeszenie Badawczo-Produkcyjne „Kwant” (ros. Научно-производственное объединение «КВАНТ», Nauczno-proizwodstwiennoje objedinienije «KWANT») w Niżnym Nowogrodzie, pierwsze elementy systemu zostały dostarczone SZ FR w 2013 r. Stanowisko dowodzenia 1L267 zostało publicznie pokazane na wystawie IMDS-2010 w Petersburgu. Moduły 1L265 i 1L266 zostały zaprezentowane podczas targów Armia-2015. Do końca 2015 r. armia rosyjska otrzymała dziewięć zestawów systemu 1L267 Moskwa-1. Umowa, podpisana z producentem w 2015 r., zapewniła dostawę kolejnych siedmiu systemów z terminem realizacji określonym na 31 marca 2017 r. Cena za pierwsze dziesięć dostarczonych systemów wyniosła 3,5 miliarda rubli.

## Wersje
Dotychczas zostały opracowane dwie wersje systemu:
- 1L267 Moskwa-1 z modułami 1L265 i 1L266 – wersja podstawowa wykorzystywana przez Siły Zbrojne Federacji Rosyjskiej,
- 1L267E Moskwa-1E z modułami 1L265E i 1L266E – wersja przeznaczona na eksport (zaprezentowana na Międzynarodowym Salonie Lotniczo-Kosmicznym MAKS-2015 w Żukowskim)[4].

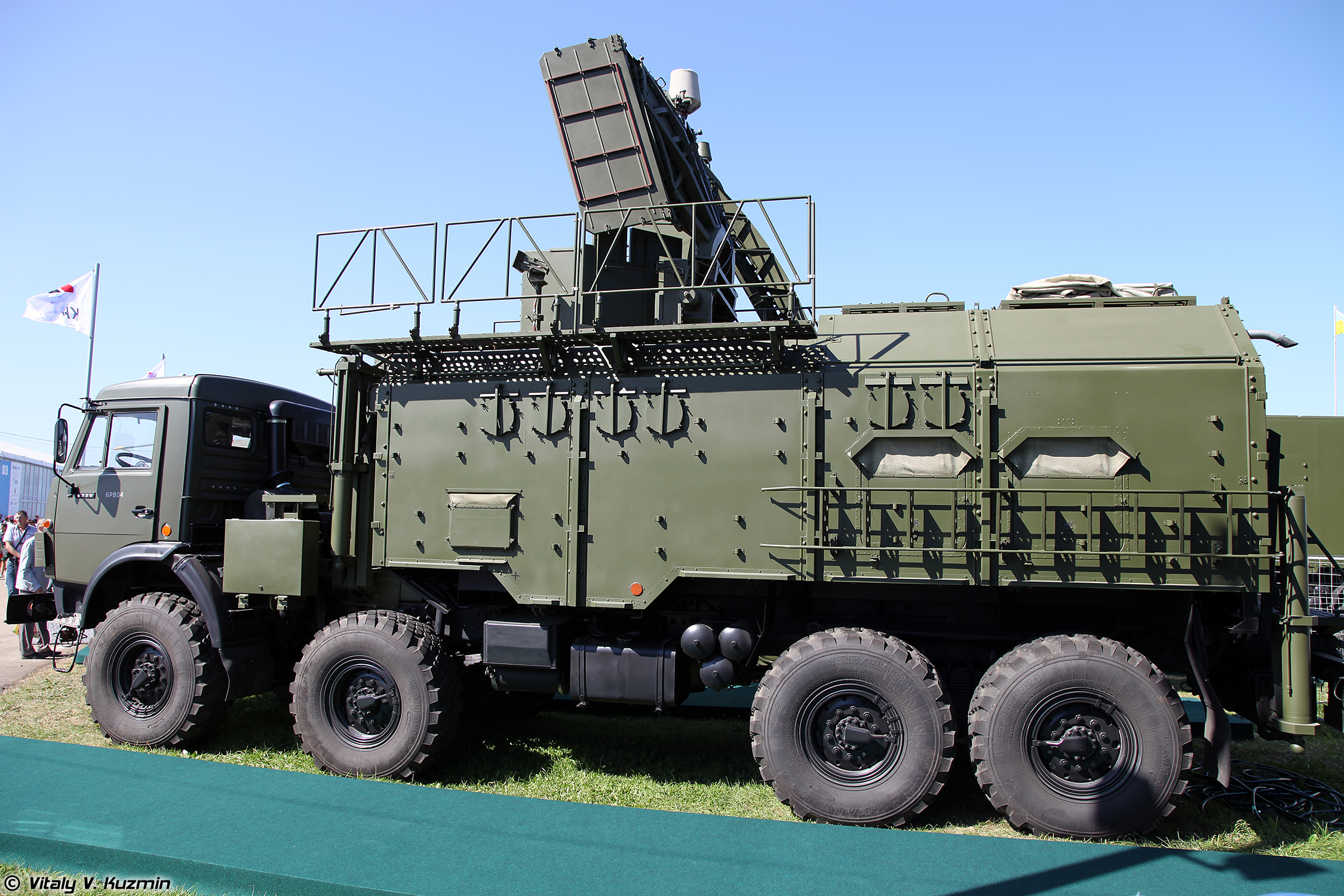
Moduł 1L265E
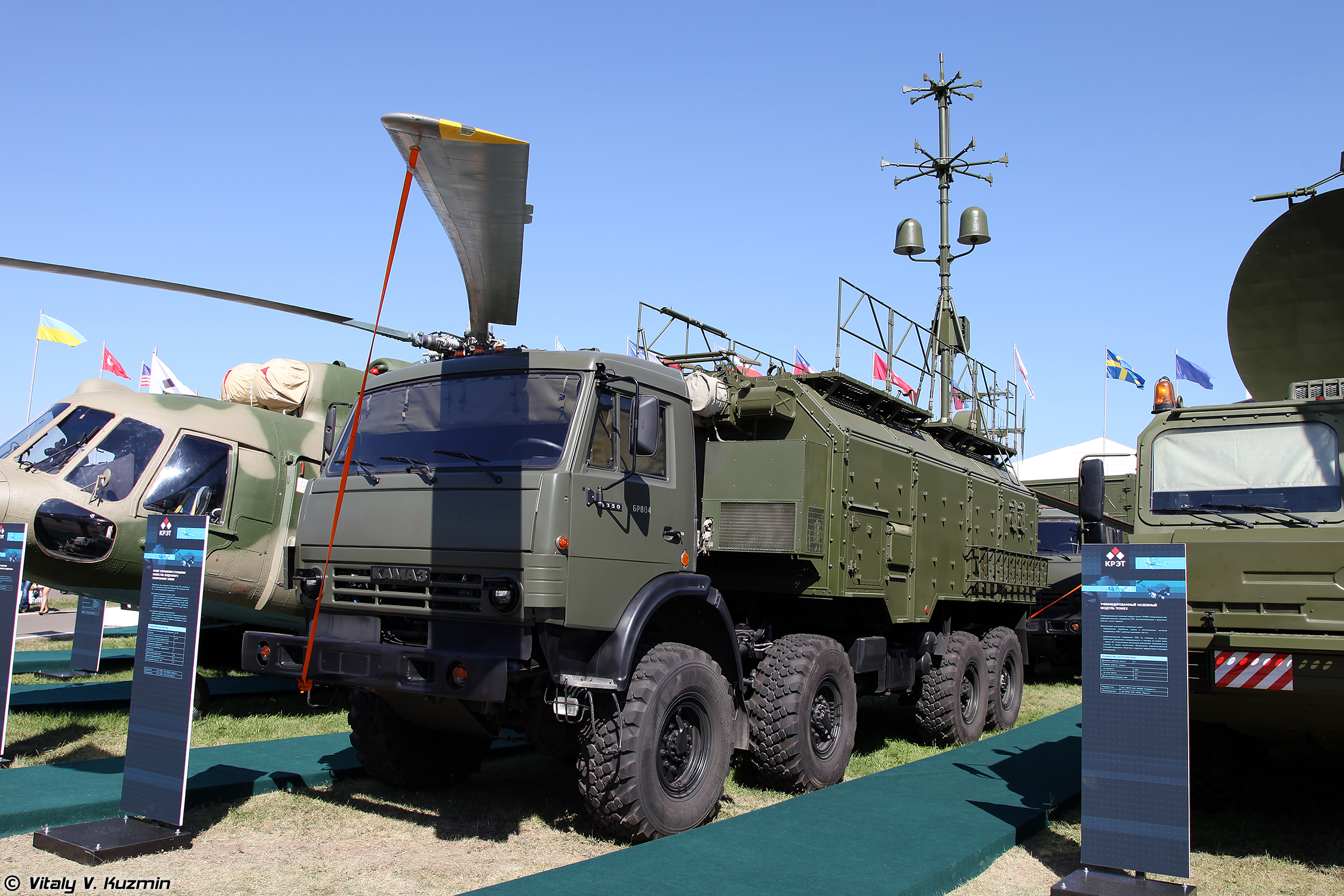
Moduł 1L266E

## Opis techniczny
System działa w trybie naziemnego radaru pasywnego – skanuje przestrzeń powietrzną i przechwytuje promieniowanie własne lub odbite celu. Pozwala to mu na maskowanie swej obecności i unikanie wykrycia oraz zniszczenia za pomocą pocisków przeciwradarowych. Jest w stanie rozpoznać rodzaj obiektu (samolot, pocisk manewrujący itp.) i określić stopień zagrożenia jaki stanowi dla ochranianych jednostek. Wykryte obiekty są porównywane z informacjami zawartymi w bazie danych, którą dysponuje system. Pozyskane dane przekazuje jednostkom lotnictwa i obrony przeciwlotniczej, może naprowadzać na cele własne samoloty i pociski. System jest zamontowany na trzech samochodach KamAZ-6350-1335, w jego skład wchodzą moduły:
- 1L267 – zautomatyzowane stanowisko dowodzenia wyposażone we własny agregat prądotwórczy mogący zasilić cały system (podstawowy pobór mocy wszystkich modułów wynosi 20 kW),
- 1L265 – moduł rozpoznawczy przeznaczony do wyszukiwania, wykrywania, namierzania, pomiaru parametrów i śledzenia lotniczych źródeł promieniowania pracujących m.in. w zakresie częstotliwości radiowych UHF, LF, MF,
- 1L266 – zautomatyzowany moduł sterowania stacjami zagłuszania, który zapewnia ustalanie współrzędnych i śledzenie powietrznych źródeł promieniowania metodą triangulacji oraz umożliwia zautomatyzowane przekazywanie informacji jednostkom bojowym (lotnictwo, obrona przeciwlotnicza, systemy WE)[2].

Elementy składowe systemu mogą być połączone ze sobą za pomocą łączności radiowej, przewodowej lub też mogą pracować jako niezależne jednostki.
System sprawuje nadzór dookolny w promieniu 400 km, przejście do położenia bojowego zajmuje czterem żołnierzom obsługi 45 minut. Może pracować w zakresie temperatur od −40 do +50 °C. Może współpracować z dziewięcioma innymi systemami, m.in. w zakresie walki elektronicznej, obrony powietrznej i lotniczej, korzystających z zebranych przez niego danych w celu neutralizacji i zniszczenia przeciwnika. Moduły systemu mogą śledzić do 80 obiektów, nadzorować do 60 źródeł emisji radiowej lub prowadzić zakłócenie 2 obiektów.
Na początkowym etapie produkcji około 2% elementów składowych systemu pochodziło od dostawców zagranicznych – Białorusi i Ukrainy.